# Never Split the Party
Never Split the Party es un videojuego de acción roguelike de mazmorras desarrollado por Legend Studio. El juego fue lanzado el 14 de septiembre de 2018, y está disponible en Microsoft Windows, OS X y GNU / Linux.

## Desarrollo y lanzamiento
Never Split the Party  fue desarrollado y editado por Legend Studio, y distribuido digitalmente de manera gratuita a través de Steam.
El juego cuenta con las modalidades de un jugador, así como de dos a cuatro jugadores en modo cooperativo en línea. 

## Argumento
Never Split the Party es un videojuego muy similar a The Binding of Isaac, con la principal distinción de que vamos en equipos de hasta cuatro personas. Debemos explorar las distintas salas que conforman una mazmorra hasta llegar a la habitación del jefe, donde, tras derrotarlo, podremos continuar hacia el siguiente nivel. Por el camino, podemos obtener mejoras, mascotas que van junto a nosotros y nos ofrecen su ayuda y distintas pociones para utilizar, las cuales tienen efectos aleatorios y no todos son beneficiosos. Su uso cambia y cada partida es distinto a la anterior e incluso la misma poción afecta de distinta manera a cada jugador. Por suerte, hay un objeto que permite revelarte su utilidad para dicha partida.
El nombre de este videojuego inicialmente puede llamar un poco la atención porque obviamente no pasa nada si cada jugador va por su lado. Por el contrario, esto puede provocar que aumente considerablemente la dificultad de la partida. Hay cuatro clases que se reparten de manera aleatoria entre los jugadores.
Vitalist: El jugador que tenga esta “clase” y los que estén en su misma habitación de la mazmorra pueden ver la vida que tienen sus compañeros en ese momento.
Loremaster: Este miembro del equipo puede ver para qué sirven los objetos. Si los demás jugadores recogen un objeto cuando el loremaster no está en la habitación, no podrán saber para qué sirve (pero la podrán usar igual).
Cartographer: El jugador de esta clase es el que porta el mapa. Con él, podemos saber qué habitaciones no hemos explorado, ya que los cuadrados que indican el estado de exploración de la sala son de color gris. A esto hay que añadir que las salas de color amarillo son las que tienen objetos de mayor importancia, las de color morado son las tiendas y las naranjas son los jefes.
Treasurer: Sin este personaje en la habitación no podemos saber cuántas monedas, bombas y llaves portamos en nuestro inventario.
Todas las clases son igual de importantes y la partida no termina hasta que mueren todos los integrantes del equipo.

## Valoración
Las reviews en Steam son "mayormente positivas" con más de un 75% de votos positivos de las más de 3.900 reviews.

## Expansiones

### Never Split the Party: Fellowship
Este DLC permanentemente sigue las bases Free-To-Play del juego, y te permite jugar nuevas clases además de otros beneficios adicionales. En total desbloqueas cinco clases y cada una de ellas tiene un progreso con el cual ganarás mejoras adicionales. Además de esto el nombre del jugador aparecerá en Oro por todos los lados. El precio de dicho DLC es de 12,49€.
Las clases de personajes incluidas son:
El Clérigo: Concentrado en defensa y curación, El Ladrón: Rápido movimiento; Mantenlo vigilado, El Mago: Defensa débil, pero gran daño, El Tirador: Alto índice de disparo, El Mercenario: El más codicioso de las clases.

## Requisitos mínimos
Windows
SO: Windows 7+
Procesador: SSE2 instruction set support.
Memoria: 1 GB de RAM
Gráficos: DX11 capabilities
Almacenamiento: 1 GB de espacio disponible
macOS
SO: 10.7+
Procesador: SSE2 instruction set support.
Memoria: 1 GB de RAM
Gráficos: DX11 capabilities
Almacenamiento: 1 GB de espacio disponible
SteamOS + Linux
SO: Ubuntu 12.04+, SteamOS+
Procesador: SSE2 instruction set support.
Memoria: 1 GB de RAM
Gráficos: DX11 capabilities
Almacenamiento: 1 GB de espacio disponible